# Титанат бария
Титана́т ба́рия — соединение оксидов бария и титана {\displaystyle {\ce {BaTiO3}}}. Бариевая соль несуществующей в свободном виде метатитановой кислоты — {\displaystyle {\ce {H2TiO3}}}. Кристаллическая модификация титаната бария со структурой перовскита является сегнетоэлектриком, обладающим фоторефрактивным и пьезоэлектрическим эффектом.
После открытия Б. М. Вулом в 1944 году сегнетоэлектрических свойств у титаната бария начался принципиально новый этап в исследовании сегнетоэлектриков.

## Физические свойства
Титанат бария представляет собой бесцветные кристаллы. Нерастворим в воде.
При понижении температуры в кристаллах титаната бария происходит ряд последовательных сегнетоэлектрических фазовых переходов: при 120 °C они переходят из кубической (параэлектрической) фазы с пространственной группой Pm3m в тетрагональную полярную (сегнетоэлектрическую) фазу с пространственной группой P4mm, затем при 5 °C следует переход в орторомбическую полярную фазу с пространственной группой Amm2 и, наконец, при −90 °C — в ромбоэдрическую полярную фазу с пространственной группой R3m. Все три перехода — переходы первого рода, так что при изменении температуры диэлектрическая проницаемость меняется скачками. Выше температуры точки Кюри {\displaystyle T_{c}} равной 120 °C диэлектрическая проницаемость следует закону Кюри — Вейсса:
{\displaystyle \varepsilon ={\frac {C}{T-T_{c}}},}
где {\displaystyle \varepsilon } — диэлектрическая проницаемость,
{\displaystyle C} — постоянная Кюри, зависящая от вещества, (для титаната бария равна 2900 K),
{\displaystyle T} — абсолютная температура в кельвинах.
Титанат бария характеризуется высокими значениями диэлектрической проницаемости (до 104; 1400±250 при н.у.); на его основе разработано несколько типов сегнетоэлектрической керамики, используемых для создания конденсаторов, пьезоэлектрических датчиков, позисторов.
Кроме кубической модификации со структурой перовскита, известна гексагональная модификация титаната бария (пространственная группа P63/mmc), устойчивая при температуре выше 1430 °C.

## Получение
Титанат бария получают спеканием карбоната бария ({\displaystyle {\ce {BaCO3}}}) с диоксидом титана ({\displaystyle {\ce {TiO2}}}) при 1100 °C:
{\displaystyle {\ce {BaCO3 + TiO2 -> BaTiO3 + CO2 ^}}}.
Для выращивания монокристаллов используется раствор {\displaystyle {\ce {BaCO3}}} и {\displaystyle {\ce {TiO2}}} в расплавах фторида  калия ({\displaystyle {\ce {KF}}}) или хлорида бария  ({\displaystyle {\ce {BaCl2}}}).
Существует и пероксидный метод:
{\displaystyle {\ce {TiCl4 + BaCl2 + 2 H2O2 + 6 NH4OH -> BaO2O2TiO.2H2O v + 6 NH4Cl + 3 H2O,}}}
{\displaystyle {\ce {BaO2O2TiO.2H2O->[700~{\ce {^{o}C}}]BaTiO3{}+O2{}+2H2O}}}.
Титанат бария также можно получить разложением оксалата барий-титанила {\displaystyle {\ce {Ba(TiO)(C2O4)2}}}.

## Применение
Титанат бария используется в качестве основы для диэлектрика при изготовлении керамических конденсаторов, а также в качестве материала для пьезоэлектрических микрофонов и пьезокерамических излучателей.